# خورخه وینتینی
خورخه وینتینی (اسپانیایی: Jorge Visintini‎؛ زادهٔ ۸ سپتامبر ۱۹۸۸) بازیکن فوتبال اهل آرژانتین است.